# Jiří Marek
Jiří Marek (* 30. Mai 1914 in Prag; † 10. Dezember 1994 ebenda; bürgerlicher Name Josef Jiří Puchwein) war ein tschechischer Schriftsteller.

## Leben
Marek studierte bis 1938 tschechische und deutsche Sprache an der Karls-Universität in Prag. Nach dem Krieg trat er der Kommunistischen Partei bei, war zunächst als Lehrer tätig in Strakonice, Soběslav, Nachod und Prag, schrieb seit 1948 für die Tageszeitung Volkszeitung und das Parteiorgan der Kommunisten Rotes Recht. Später leitete er als Chefredakteur die Zeitschrift Welt der Sowjets (Svět sovětů). Von 1954 bis 1959 war er Direktor des Staatsfilms, von 1961 bis 1982 dozierte er an Prager Universitäten.

## Werke
Marek schrieb vor allem sozialpsychologische Romane, die sich anfangs größtenteils im Zweiten Weltkrieg abspielten und sich später mit dem Wiederaufbau beschäftigten (Erzählungen aus dem Bergbaumilieu). Bekannt wurde er aber mit seinen Krimigeschichten, die von Menschen in Prag handeln. Daneben publizierte er Abenteuer- und Kinderbücher, Märchen und schrieb Drehbücher für Fernsehspiele und Filme.
- Panoptikum alter Kriminalfälle, Verlag Volk und Welt, Berlin 1971
- Panoptikum sündiger Leute, Verlag Volk und Welt, Berlin 1974
- Panoptikum der Altstadt Prag, Verlag Volk und Welt, Berlin 1981
- Der Stern Sirius oder Liebevolle Plaudereien über Hunde, Verlag Volk und Welt, Berlin 1984
- Der Brandstifter: Kriminalgeschichten. Kinderbuchverlag Berlin 1988

## Filmografie
Drehbuch
1948: Der Fall Z-8 (Případ Z-8)
1950: Vítězná křídla
1952: Über uns tagt es (Nad námi svítá)
1956: Zaostřit, prosím! 
1960: Überall leben Menschen (Všude žijí lidé)
1962: Šestý do party (Fernsehfilm)
1965: Alibi auf dem Wasser (Alibi na vodě)
1968: Alte Kriminalfälle (Hříšní lidé města pražského) (Fernsehserie)
1970: Der Mörder auf den Schienen (Na kolejích čeká vrah)
1970: Die keusche Sünderin (Svatá hříšnice)
1970: Die Partien des schönen Dragoners (Partie krásného dragouna)
1971: Mord im Hotel Excelsior (Vražda v hotelu Excelsior)
1971: Der Tod des schwarzen Königs (Smrt černého krále)
1971: Kassendiebromanze (Pěnička a Paraplíčko)
Literarische Vorlage
1954: Jak dědek Faltus potkal anděla
1954: V podzemí
1973: Alibaba und der Kommissar (Větrné moře)
1983: Automärchen
Život pod praporem
andere Funktionen
1955: Spartakiáda (Kommentar)
1958: O věcech nadpřirozených (fachliche Beratung)

## Biographie
- František Buriánek: Jiří Marek